# ميكا آلتونين
ميكا آلتونين (بالفنلندية: Mika Aaltonen)‏ (وُلد في توركو في 16 نوفمبر 1965) هو لاعب كرة قدم فنلندي سابق ولاعب وسط، عمل بعد تقاعده أستاذًا جامعيًا.

## مسيرته الكروية
لعب ميكا آلتونين خلال مسيرته الاحترافية مع 7 أندية في ستة عشر موسمًا وسجل خلالها 28 هدفًا ضمن 217 مباراة. حيث فاز في موسم واحد بالكأس وفي موسم واحد بالدوري.
خاض ميكا آلتونين مسيرته مع نادي توركو في موسم 1982 في المرة الأولى ليلعب معه ستة مواسم ثم في موسم 1990 ليلعب معه أربعة مواسم، مشاركًا طوالها في 172 مباراة سجل خلالها 21 هدفًا. ثم انتقل إلى نادي بيلينزونا في موسم 1987–88 لمدة موسم واحد، حيث شارك في 14 مباراة سجل خلالها 3 أهداف. لينتقل بعدها إلى نادي بولونيا في موسم 1988–89 لمدة موسم واحد، مشاركًا في 3 مباريات ولم يسجل أي هدف. ثم انتقل إلى SG Gesundbrunnen Berlin ‏ في موسم 1989–90 لمدة موسم واحد، مشاركًا في 12 مباراة ولم يسجل أي هدف أيضًا. هذا وانتقل لاحقًا إلى نادي هبوعيل بئر السبع في موسم 1993–94 لمدة موسم واحد، مشاركًا في 11 مباراة سجل خلالها 3 أهداف. ثم انتقل بعدها إلى Tampereen Pallo-Veikot ‏ ما بين عامي 1994 و1995 لمدة موسم واحد، مشاركًا في 5 مباريات سجل خلالها هدفًا واحدًا.

## المهنة

### النادي
كون في مدينته فريقًا يسمى نادي توركو الذي كان آنذاك أول فريق فنلندي يتم تكوينه، وأشتهر على المستوى الأوروبي في مباراة الذهاب من الدور السادس عشر من كأس الاتحاد الأوروبي 1987-1988 عندما، بفضل شبكته، فاز TPS على Inter في سان سيرو 0-1. في الجولة السابقة، نجح تورون بالوسورا في القضاء، على نحو مفاجئ، على النمساويين الأكثر شهرة في أدميرا واكر، وذلك بفضل الفوز المزدوج في آلتونين. تم شراؤه من قبل رئيس Neroazzurro إرنيستو بيليغريني في مارس التالي، بعد تقييم المدرب جوفاني تراباتوني لصفته، تمت إعارته إلى نادي بيلينزونا للجزء الأخير من الموسم.
في صيف عام 1988 تم بيعه إلى بولونيا، مرة أخرى على سبيل الإعارة، حيث ظهر لأول مرة في الدوري الإيطالي الأول: ظهر لأول مرة في 16 أكتوبر في بولونيا-روما 0-1، ليحل محل فابيو بولي لمدة 13 دقيقة من الوقت، ولعب 17 دقيقة في 23 في كومو بولونيا 1-0 و15 آخرون يوم 30 أكتوبر في أتالانتا - بولونيا 2-0. 45 دقيقة في ثلاثة سباقات، كانت النتيجة الإيطالية مقترنة بعدد كبير من الهزائم. حقق الهدف الرسمي الوحيد في جيرسي فيلسيانا في كأس ميتروبا في المباراة الداخلية 5-2 ضد نادي فيرينتسفاروشي، وهي مباراة لعبت في مودينا؛ لعدم توفر الملعب في بولونيا. في الأشهر التي قضاها في بولونيا، التحق بكلية الفلسفة الوجودية بجامعة بولونيا، وخصص وقتًا للدراسة أكثر من كرة القدم. بعد تجربة في البطولة الألمانية، في بوندسليغا 2، التي ساهمت، تحت قيادة فيرنر فوكس في صعود هرتا برلين في دوري الدرجة الأولى، عادت إلى فنلندا لا تزال في صفوف TPS، حيث ظلت حتى 1993.
انتقل بعد ذلك إلى البطولة الإسرائيلية مع هابويل بئر السبع لموسم 1993-1994، بعد أن أدى بشكل إيجابي في المباراة التي سبق أن فاز بها فريقه الوطني ثلاث مرات، خلال التصفيات المؤهلة لكأس العالم 1994، ضد المنتخب الإسرائيلي. أنهى مسيرته في عام 1994 في صفوف تامبيري بالو-فيكوت (التي فاز بها ببطولة الفنلندية) بسبب إصابة مفصل بالورك واهتمامه الكبير بالدراسة.

### المنتخب الوطني
ضلعب للمنتخب الفنلندي 18 مرة، وسجل هدفًا في مباراة ودية ضد الكويت. في عام 1994، لعب ضد إيطاليا في مباراة ودية والتي لعبت في بارما.

## بعد الاعتزال
بعد مسيرته كلاعب كرة قدم، حصل على درجة الدكتوراه في الاقتصاد وأصبح أستاذاً بجامعة توركو وفي قسم العلوم التكنولوجية في هلسنكي. وهو مدير «مشروع ستراكس»، الذي يدرس تدفقات الاقتصاد الكلي، وهو عضو في «المجلس الأمريكي لمشروع الألفية لجامعة الأمم المتحدة الوطنية»، وهو عضو في «مجتمع المستقبل العالمي» وهو جزء من «منتدى المتحدثين»

## الإنجازات

### النوادي
- بطولة فنلندية

TPV: 1994
- كأس فنلندا

TPS: 1991

## روابط خارجية
- ميكا آلتونين على موقع قاعدة بيانات كرة القدم.إي يو (الإنجليزية)
- ميكا آلتونين على موقع ناشيونال فوتبول تيمز (الإنجليزية)
- ميكا آلتونين على موقع عالم كرة القدم.نت (الإنجليزية)